# Fumaria indica
Fumaria indica là một loài thực vật có hoa trong họ Anh túc. Loài này được (Hausskn.) Pugsley mô tả khoa học đầu tiên năm 1919.